# Itá (Paraguai)
Itá é um distrito do Paraguai localizado no departamento Central.
Em 1539, foi fundado um povoado no lugar por Domingo Martínez de Irala.
Em 1585, o franciscano Luís de Bolaños fundou uma redução no lugar para evangelizar nativos da etnia guarani.
Atualmente é conhecida como a cidade do Cântaro e do Melaço, pois desde de a época dos franciscanos aquela localidade se notabilizou pela fabricação de cântaros de argila e de melaço de cana de açúcar.

## Transporte
O município de Itá é servido pelas seguintes rodovias:
- Caminho em pavimento ligando a cidade ao município de Itauguá
- Caminho em pavimento ligando a cidade ao município de Capiatá
- Caminho em pavimento ligando a cidade de Guarambaré ao município de Mbuyapey  (Departamento de Paraguarí)
- Ruta 01, que liga a cidade de Assunção ao município de Encarnación (Departamento de Itapúa). [2][3][4]